# Erna Hamilton
Erna Hamilton Hermansen født Erna Simonsen (2. oktober 1900 i København – 29. juli 1996 sammesteds) var grevinde og minister. Hun var legatstifter.
Hamilton var datter af byggematadoren Harald Simonsen og boede bl.a i Lille Amalienborg på Dag Hammarskjölds Allé 28 på Østerbro fra 1918, hvor hun ses i dokumentarfilmen En Grundstensnedlæggelse. Hun blev gift fire gange. Fra sin første mand, James Douglas Hamilton, som hun ægtede 1919, fik hun efternavnet og grevindetitlen. Andre bekendtskaber var bl.a skuespiller Johannes Poulsen. Hendes tredje mand blev kort før sin død udnævnt til minister for Den Dominikanske Republik, og Erna Hamilton ønskede at overtage hvervet. Hun blev aldrig akkrediteret, men kaldte sig ikke desto mindre minister.
Efter sin eneste søns, Ulph Hamiltons (1920 - 1965), død stiftede hun Minister Erna Hamiltons Legat for Videnskab og Kunst. Hun boede i mange år ved Strandvejen på Østerbro.
Erna Hamilton var en af de sidste af Københavns "store damer" og hovedpersonen i Per Wennicks DR-dokumentarfilm fra 1996, Grevinden på tredje, og blev landskendt. Hun havde et årelangt venskab med fotografen Varvara Hasselbalch, der medvirkede i programmet.
Erna Hamilton var trods sin rigdom meget påpasselig. Nogle tæt på hende kaldte hende nærig. Hun var klar over, at pengene var arv, som man ikke bare brugte af; pengene havde hun jo ikke selv tjent. Hun beskrev sig selv som påholdende med sine penge i dokumentaren.
Hun kunne flere sprog som fransk og italiensk og var en værdsat værtinde i det diplomatiske korps. Hendes mangeårige ven, sagfører Preben Egemar, og viceværten Dalmark medvirkede også i dokumentaren, der blev sendt første gang 16. oktober 1996 og er genudsendt flere gange.